# حمدالله صبحي طانروفر
حمدالله صبحي طانري اوفر (بالتركية: Hamdullah Suphi Tanrıöver)‏ ولد في عام 1885 في إسطنبول وتوفي في 10 يونيو 1966 في إسطنبول وهو أديب تركي وكاتب، ومعلم، ونائب برلماني، وسياسي.
عرف صبحي طانري بخطيب الجمهورية أو الخطيب القومي بسبب خطاباته في البرلمان التركي في أول أعوام الجمهورية التركية وحروب التحرير. انحاز اولا لتيار الفجر الآتي ثم بعد ذلك لتيار الأدب القومي. ومع مرور الوقت قد انتقل من الهوية السياسيه إلى هوية الشعراء والكتاب. وعمل كنائب برلماني في البرلمان التركي فيما الفترة الأولى والثانية والثالثة والسابعة والثامنة والتاسعة وكذلك مجلس المبعوثان العثماني الاخير. وقد عين مرتين كوزير للتربية والتعليم. وبجانب حياته السياسية عمل كرئيس لترك اوجاق (وهي جمعية ثقافية تركية تاسست في إسطنبول في عام 1912 وهي أيضا منظمة قومية ساهمت في تشكيل حكومه وطنيه في تركيا في العهد الجمهوري). وبعد إغلاق الترك أوجاق عمل كسفير في بوخارست لمده13 عام. وعندما عاد إلى الوطن اسس ترك اوجاق مره ثانيه. وقد ترأسها لمدة 34 عام بالفواصل الزمنية.

## حياته
ولد عبد اللطيف صبحي الموجود في حي اق سراي في اسطانبول بقصر الباشا عام1885. كان من رجال العلم والسياسة في فتره التنظيمات العثمانية ووالدته الفت هانم التي كانت فتاه شركسيه.وكان جده عبد الرحمن سامي باشا أول وزير للمعارف العثمانيه  اما والده تولي منصب وزير المعارف في الدولة السادسه. وكان عم الكاتب سامي باشا زاده سيزاي كاتبا أيضا.وقد قضي طفولته في بيئه ثقافيه مكثفه. كان المنزل الذي تربي فيه بمثابه مكان لاجتماع الاتين من شعراء الادب الديواني القديم في كثير من الاحيان. نشرت سيزاي بك القصائد الاولي لعمه في جريده شوري الامه التي ظهرت في باريس. وبمحض عبد الحميد الثاني فقد تعلم في <ثانوية غلطة سراي> في المدرسة السلطانية كونها مدرسه بالمجان وقد تخرج من المدرسة عام1904 .واختار التعليم كمهنه له.ودرس الخطابة واللغة الفارسيه في اياصوفيا الرشديه<وتعرف ايصا بمدرسه رشد وهي مؤسسه تعليميه عثمانيه فتحت بعد عام الإصلاح بهدف التعليم المتوسط> كما درس الادب في دار المعلمينوالفن الإسلامي التركي في دار الفنون. انضم الي مجتمع الفجر الاتي عام 1909 وانفصل عنه عام 1911.ارتبط بتيار الادب القومي الاتي في اطار الشاب <وهي مجله فكريه قوميه يتم النشر فيها في سالونيك> بقياده ضياء كوك ألب.دخل تيار القومية عام 1912 الي ترك اوجاق كونها مركز موجود في اسطانبول واصبح رئيسه وعمل برئاسه هذه المؤسسة لمده 34عام بمجموعه الفترات بالفة اصل الزمنيه <1912-1931,19-1959, 1961-1966>
عقدت المباحثات التي ظهرت كمثال مؤثر للخطابه في اجتماعات الهواءالطلق التي نظمت ضد قوات الاحتلال في اسطانبول وقد اعترف بانه كان خطيبا قويا. اختير كعضو لانطاليا عام1920 بمجلس المبعوثان العثماني الاخير. وعقدت المباحثات في المجلس لصالح الميثاق القومي <معناه باللغة التركيه حاليا اليمين الوطني وهواسم بيان من ست نقاط كونه بيان سياسي لحرب الاستقلال التركيه>. وبعد اغلاف مجلس المبعوثان من قبل قوات الاحتلال ذهب الي أنقرة للا نضمام الي النضال القومي.وانضم كمبعوث في الفترة الاولي لالبرلمان التركي.تم تعيينه نائب وزيرالمعارف في مجلس الوزراء الأول وظل في هذا المنصب سنه واثناء النيابة نظمت مسابقه نص الاغنيه للنشيد الوطني.وقد اجتهدمحمد عاكف آرصوي من اجل الانضمام للمسابقه وقرا لأول مره نشيد الاستقلال في المنصة البرلمانيه بصوت مؤثر.وقد انحاز الي البرلمان التركي كمبعوث ل إسطنبول في البرلمان الأول والثاني.أصبح وزير التعليم الوطني للمره الثانية عام 1925 .ونفذت هذه الوظيفة فيما بين الرابع عشر من مارس والتاسع عشر من ديسمبر عام 1925. ومن هذا الجانب فقد استمر في رئاسه ترك اوجاق ونقل مركز الجمعية من اسطانبول انقرا.واصبح ترك اوجاق له دور كبير في تشكيل ثقافيه الدولة الجديده وفي نشر الثقافة التركيه. وقد وصل عدد الدوائر الي 278 دائره وعدد الاعضاء الي32 الف عضو. حلمصطفى كمال أتاتورك رئيس الجمهورية المجلس الذي بدا اكتساب القوه السياسيه بنفسه في العاشر من أبريل بناءا علي التي نشرت في الصحف بتاريخ 25 مارس1931 . وعقب اغلاق ترك اوجاق بسفارة بوخارست في يناير عام1831. واثناء العمل في سفارة بوخارست
التي استمرت عام امن إنشاء مقبره تركيه كبيره في بوخارست وافتتاح مدارس لتعليم اللغة التركيه في القري وبلدات الغاغز. وتقاعد من السفارة عام 1944 وعاد الي السياسة.وقد دخل الي المجلس من جديد كمبعوث لمرسين عام 1945 واسطانبول عام 1946 واصبح رئيس ترك اوجاق التي فتحها من جديد في اسطانبول بتاريخ 10 مايم 1949.واختير نائب مانيسامستقل من قائمه الحزب الديموقراطي في انتخابات 1950 ونائب اسطانبول من الحزب الديمقراطي الجديد عام 1954 وقد خسر الانتخابات التي انضم اليها كونه عضو في حزب الحرية عام 1957 وقد جمعت
مباحثاته في كتاب باسم«داغ يولو» وكتاباته في كتاب باسم«جون بكان» وقد استمر ترك اوجاق بتنفيذ رئاسه الوفد المركزي. وتوفي في العاشر من يونيو عام 1966.ودفن في المقبرة المركزية بادرناكابي